# Сысольцы
Сысольцы (коми сыктылсаяс, от коми Сыктыв — «река Сысола») — этнографическая группа коми. 
Проживают в верхней и средней части бассейна реки Сысола (к югу от Сыктывкара, Сысольский и Койгородский районы Республики Коми).
Включают верхнесысольский и среднесысольский диалекты коми-зырянского языка и соответствующие этнографические группы коми-зырян. Верхнесысольский диалект имеет большое влияние коми-пермяцкого языка ввиду длительных связей между Верхней Камой и Верхней Сысолой. 
Антропологически присущ европеоидный вятско-камский подтип сублапоноидного типа. 
В хозяйственной деятельности характерно высокая роль занятий земледелием и меньшая — охотой и промыслами. 